# Yen Chia-kan
Yen Chia-kan (23 de outubro de 1905 – 24 de dezembro de 1993), também conhecido como C. K. Yen, foi um político do Kuomintang. Ele sucedeu Chiang Kai-shek como Presidente da República da China em 5 de abril de 1975, sendo empossado em 6 de abril de 1975, e cumpriu o restante do mandato de Chiang até 20 de maio de 1978.

## Carreira política
Em 1931, Yen começou a trabalhar como gerente da administração ferroviária de Xangai.
 Yen começou a trabalhar como diretor do departamento financeiro do governo provincial de Fujian em 1938. Durante seu mandato, ele iniciou uma política de pagamento de impostos sobre a terra para os agricultores com seus produtos agrícolas. Esta política foi então adotada em toda a China e contribuiu significativamente para o abastecimento de alimentos do país durante a Segunda Guerra Mundial.
Quando chegou a Taiwan em outubro de 1945, Yen foi nomeado diretor de transporte do Governo Provincial de Taiwan. Mais tarde, ele foi nomeado diretor provincial de finanças. Do governo provincial, o iene foi posteriormente elevado a presidente do Banco de Taiwan. Nesta posição, o iene ficou conhecido como "pai do novo dólar de Taiwan", pois a moeda foi introduzida em junho de 1949, durante seu mandato no banco. Yen então serviu como Ministro de Assuntos Econômicos, Ministro das Finanças e Governador da Província de Taiwan. Ele se tornou primeiro-ministro em 16 de dezembro de 1963.
Em 1966, a Assembleia Nacional elegeu Yen como vice-presidente e o reelegeu em 1972. Como vice-presidente, Yen serviu como o mais alto funcionário do governo da República da China a viajar ao exterior, pois Chiang Kai-shek havia declarado que não deixaria Taiwan até que a Guerra Civil Chinesa fosse resolvida pela unificação da República da China. Em maio de 1967, Yen viajou pelos Estados Unidos, onde conheceu o presidente dos Estados Unidos, Lyndon B. Johnson. Na tarde de 5 de janeiro de 1973, Yen visitou Washington, D. C. e se encontrou com o presidente dos Estados Unidos, Richard Nixon. Em dezembro de 1974, Yen viajou pela América Central e pelo Caribe, durante o qual participou da posse de Anastasio Somoza Debayle, que iniciava seu segundo mandato como presidente da Nicarágua.
Yen tornou-se o segundo presidente após a morte de Chiang Kai-shek. Durante sua presidência, o Kuomintang trabalhou no "Projeto Chang'an" (長安計畫), que deveria projetar, fabricar e testar mísseis defensivos. Em 9 de julho de 1977, ele visitou a Arábia Saudita, tornando-se o primeiro presidente da República da China a visitar outro país depois que o governo se mudou para Taiwan. Em 20 de maio de 1978, Yen renunciou e foi sucedido pelo filho de Chiang, presidente do KMT e primeiro-ministro Chiang Ching-kuo.

## Morte
Yen estava acamado desde uma hemorragia cerebral em 1986. Ele sofreu uma segunda hemorragia cerebral em 1992 e morreu no Hospital Geral de Veteranos de Taipei em 24 de dezembro de 1993 aos 88 anos. Ele foi enterrado no Cemitério Militar da Montanha Wuchih, na cidade de Nova Taipei.